# Utolsó percig
Az Utolsó percig a Kárpátia Zenekar 2010-ben megjelent nemzeti rock albuma.

## Számok listája
1. Utolsó percig
2. Pásztortüzek
3. Felvidéki induló
4. Bordal
5. Turul
6. Legenda
7. Vérrel irom
8. Magad Uram
9. Jókívánság
10. Hajdanán
11. Himnusz

## Közreműködők
- Petrás János – basszusgitár, ének
- Csiszér Levente – gitár
- Bankó Attila – dob
- Bíró Tamás – gitár
- Galántai Gábor – billentyű
- Bene Beáta – furulya
- Balogh Erika – vers
- Szabó Péter – trombita
- Sándor Csilla – hegedű
- Szarvas Gábor – billentyű
- Vida Péter – ének
- Proksza Tamás – ének
- Németh Ágnes – ének
- Ráduly Levente – ének
- Petrovity Zorán – ének
- Petrás Mátyás – ének
- Pataky Gábor – ének
- Szécsi Attila - hegedű